# Aylsham (Saskatchewan)
Aylsham es un pueblo canadiense situado en la provincia de Saskatchewan.

## Superficie
Aylsham tiene una superficie de 0,53 km².

## Demografía
En 2021, tenía 82 habitantes, una densidad poblacional de 153,5 hab./km², y 44 viviendas.